# León de Coy
El León de Coy es una escultura de un león labrada en una piedra blanca (caliza), conocida también como Bicha de Coy.

## Descripción
La pieza del siglo IV a. C. hallada en la necrópolis ibérica de La Fuentecica del Tío Carrulo por Santos Sánchez Valera (Coy, Lorca); debió de ser parte de un monumento ibérico del tipo conocido como de "Pilar Estela" consistente en un pódium de dos o tres escalones y un pilar central que sustenta un capitel y sobre el mismo una figura de un animal de la mitología ibérica de la época. El león aparece sentado con la cabeza al frente y las patas delanteras extendidas hacia delante. El cuerpo voluminoso está animado mediante grandes incisiones que marcan las costillas y la caja torácica.

## Función
En cuanto a su función no se sabe con seguridad por qué se hacían este tipo de esculturas. Lo más difundido es su relación con el mundo funerario, serían algo parecido a los "guardianes de las tumbas". También pueden ser símbolo de fuerza, potencia prestigio y poder personal.

## Simbología
La estatuaria ibérica de animales refleja animales reales (leones y toros en su mayoría) o simbólicos (esfinges, grifos), que son las famosas bichas, llamadas así por los habitantes del lugar donde han aparecido. Su tipología es la conocida en los territorios que bordean la zona del Mediterráneo oriental y se les atribuye carácter sagrado como protectores del hombre, tanto de los vivos como de los difuntos, correspondiendo su área de expansión por los datos de que disponemos hasta ahora al sector ibérico del sur peninsular. 
Este tipo de monumentos es común por el SE, en concreto en las provincias de Alicante, Albacete, Sur de Valencia y Murcia y se encuentra en necrópolis sitas junto a vías de comunicación.
La escultura actualmente se encuentra en el Museo de Arqueología de Murcia y constituye una de las piezas más valiosas del museo.
En el Museo Arqueológico Municipal de Lorca puede verse una recreación y una miniatura en el centro de interpretación etnológico y arqueológico de Coy.